# Карлейн Ахтеректе
Карлейн Ахтеректе или правилно произнасящо се Карлейн Ахтъреектъ (на нидерландски: Carlijn Achtereekte) – (Произн. на нидерландски: [kɑrˈlɛin ˈɑxtərˌeːktə]) е нидерландска състезателка по бързо пързаляне с кънки. Олимпийска шампионка от Пьонгчанг2018.

## Биография
Родена на 29 януари 1990 година в Летеле, Холандия.

## Лични рекорди
- 500 m – 39.87|27 декември 2014, Тиалф, Хееренвеен, Холандия
- 1000 m – 1:18.46, 7 февруари 2015, Макс Айхер Арена, Инцел, Германия
- 1500 m – 1:57.77, 21 октомври 2017, Тиалф, Хееренвеен, Холандия
- 3000 m – 3:58.63, 1 декември 2017, Калгари, Канада
- 5000 m – 6:54.49, 13 февруари 2015, Тиалф, Хееренвеен, Холандия

## Успехи
Олимпийски игри
- Шампион (1): 2018 на 3000 м.

Световно първенство
- Сребърен медал (1): 2018 на 3000 м.

Европейско първенство:
- Сребърен медал (1): 2018 на 3000 м.

Първенство на Холандия:
- Шампион (2): 2015, 2017 (многобой)
- Сребърен медал (1): 2015 (5000 м.)
- Бронзов медал (4): 2015 (2000 м.), 2017, 2018 (5000 м.), 2017 (многобой)

## Участия на зимни олимпийски игри
| Олимпийски игри            | Място     | Държава    | дисциплина | класиране |
| -------------------------- | --------- | ---------- | ---------- | --------- |
| Зимни олимпийски игри 2018 | Пьонгчанг | Южна Корея | 3000 м.    | Шампион   |